# 顾中
顾中（1972年—），曾任中国人民解放军东部战区副参谋长。现任第72集团军军长。顾中曾任原南京军区第1集团军某师师长，2012年习近平军改后，出任第76集团军副军长，2019年6月晋升少将军衔。